# Dogg Chit
Albums de Tha Dogg Pound
Cali Iz Active
(2006) That Was Then, This Is Now
(2009)
Dogg Chit est le cinquième album studio de Tha Dogg Pound, sorti le 27 mars 2007.
L'album s'est classé 6e au Top Independent Albums, 24e au Top R&B/Hip-Hop Albums et 77e au Billboard 200.

## Liste des titres
| No  | Titre                                     | Contient un (des) sample(s) de                   | Durée |
| --- | ----------------------------------------- | ------------------------------------------------ | ----- |
| 1.  | Get Out My Way                            |                                                  | 5:17  |
| 2.  | I'll Bury Ya                              | The Wrong Nigga to Fuck Wit d'Ice Cube           | 3:55  |
| 3.  | Everybody                                 |                                                  | 4:01  |
| 4.  | Anybodykilla (featuring The Game)         | Hyperbolicsyllabicsesquedalymistic d'Isaac Hayes | 3:58  |
| 5.  | More Murder                               |                                                  | 4:54  |
| 6.  | Vibe (featuring Snoop Dogg)               |                                                  | 4:08  |
| 7.  | Can't Get Enough (featuring Too $hort)    | Can't Make It Without You de Shawne Jackson      | 4:52  |
| 8.  | Dat Ain't My Baby                         |                                                  | 4:30  |
| 9.  | Thiz Gangsta Chit Iz Our'z                |                                                  | 5:20  |
| 10. | 1 N 1 Out 4:34                            |                                                  | 4:34  |
| 11. | Where U From (featuring Bad Azz)          |                                                  | 4:17  |
| 12. | Throw Ya Hood Up                          |                                                  | 4:42  |
| 13. | Itz a Good Azz Day                        |                                                  | 4:13  |
| 14. | Pull Ya Drawz Down (featuring Snoop Dogg) |                                                  | 3:30  |

| 15. | Blast on 'Em' (featuring Brotha Lynch Hung)                                                     | 4:01 |
| 16. | Bucc 'Em (featuring Snoop Dogg et RBX)                                                          | 4:45 |
| 17. | Blaze It Up (featuring G. Malone, Jayo Felony, J. Cole, West Douldin, B.G. Knocc Out et Dresta) | 4:30 |